# Bocq

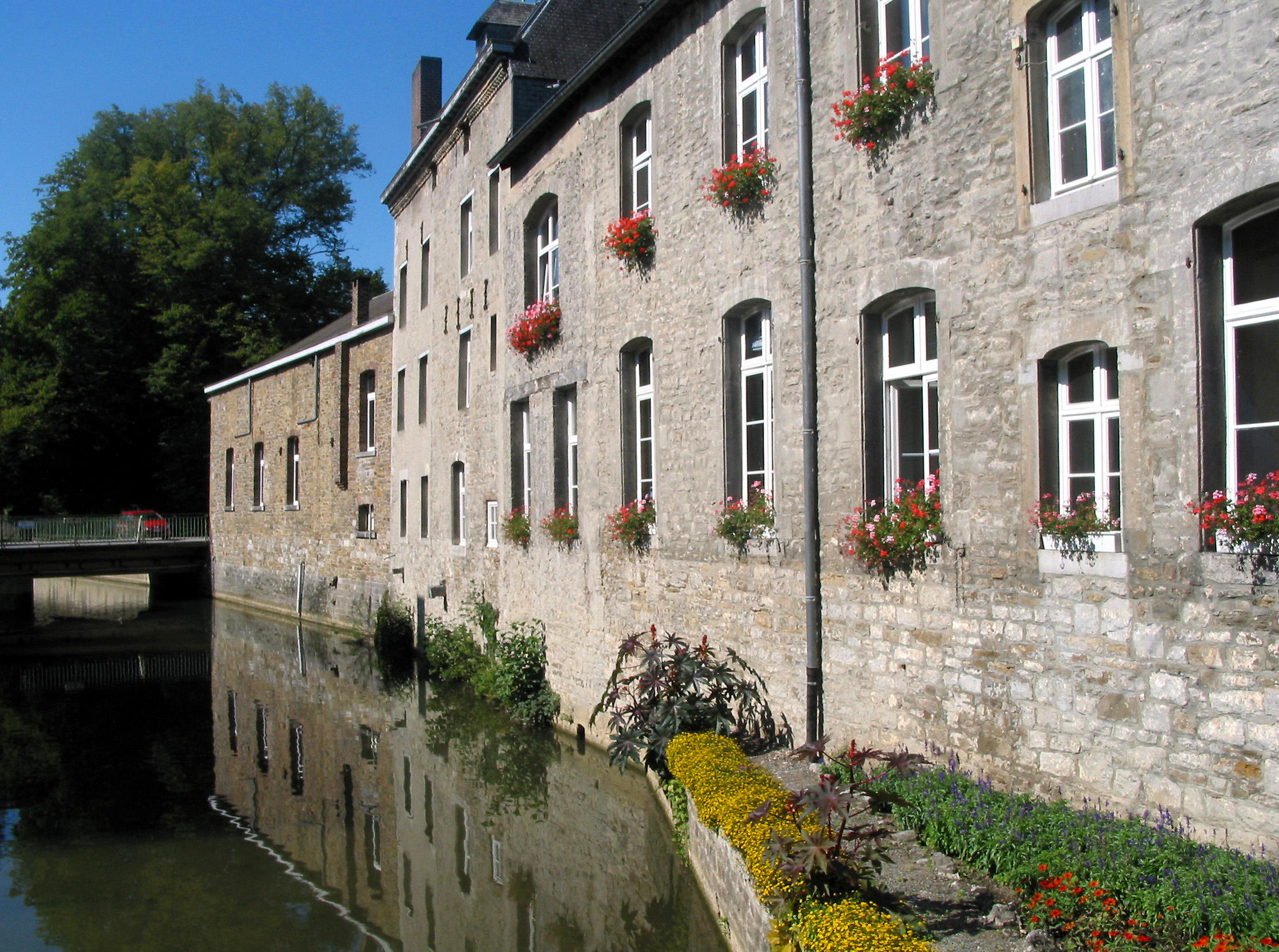
Rio Bocq ao lado de uma edificação.

O Bocq é um pequeno rio localizado em Namur, sul da Bélgica.
É afluente do Meuse.